# Kaan: Barbarian's Blade
Kaan: Barbarian's Blade est un jeu vidéo d'action-aventure développé par Eko Software et édité par DreamCatcher Interactive, sorti en 2002 sur Windows et PlayStation 2.

## Accueil
- Jeux Vidéo Magazine : 10/20[1]
- Jeuxvideo.com : 10/20 (PC)[2] - 7/20 (PS2)[3]